# سیارک ۱۶۲۲۵
سیارک ۱۶۲۲۵ (به انگلیسی: 16225 Georgebaldo، نامگذاری:2000DF71) شانزده هزار و دویست و بیست و پنجمین سیارک کشف شده‌است که در ۲۹ فوریه ۲۰۰۰ کشف شد.
قدر مطلق سیارک برابر ۱۱.۲ است.